# Parque dos Igarapés
O Parque dos Igarapés é um complexo ecológico criado em 1986 as margens do Rio Ariri, no Conjunto Satélite no Bairro do Coqueiro, no município de Belém, no Estado do Pará. Em uma área de 160 mil metros quadrados de área de floresta remanescente, com piscina de água mineral corrente, chalés, albergue, entre outros.

## História
Em 1989, inaugurou, a piscina de 1 700 m², restaurante, trilhas ecológicas e campos esportivos;
Em 1991, inaugurou o hotel com 15 chalés para atender até 78 pessoas e o Salão Pássaros e Estrelas, para atender ao ramo acadêmico e de negócios, para até 1 200 pessoas sentadas, ou palco para grandes shows atendendo a públicos de até 8 000 pessoas. A produção de eventos do complexo conta com auditório anexo, internet, sistema de som e imagem, além de serviços de buffet e coffee break;
Em 2005, inaugurou o primeiro circuito de arborismo do Estado, com 425 metros de extensão. É o único que ocorre em igarapés, que junto às trilhas, coloca o visitante na aventura e emoção do contato com a exuberância Amazônica;
Em 2009, foi iniciada a construção da Marina do Rio Ariri, que possuirá porto, garagem e rampa de descida para lanchas.

## Estrutura
O complexo, que atrai cerca de 40 mil pessoas por ano, conta com hospedagem em chalés e albergues; piscina de água mineral corrente; trilhas para caminhadas; circuito aventura com arvorísmo, tirolesa e rapel; setor gastronômico com churrascaria, peixaria, restaurante e bares; além de campo de futebol e vôlei, canoa e remo em igarapés, tudo próximo ao Porto do Rio Ariri.
Possui 13 chalés inspirados pela arquitetura indígena, com tamanhos e capacidades variadas. Lazer em um ambiente de sustentabilidade e preservação da floresta remanescente na área urbana.

## Atividades
Conta com circuito de arvorismo, travessia entre plataformas montadas no alto das árvores, onde os praticantes percorrem um percurso suspenso, ultrapassando diferentes tipos de obstáculos como escadas, pontes suspensas, tirolesas e outras atividades São 475 metros de extensão e, no circuito, você tem a possibilidade de observar de perto macacos, pássaros, camaleões, entre outros animais nativos da Amazônia.
A plataforma de Rapel localiza-se no topo de uma árvore, a 25 metros do chão, proporcionando uma visão panorâmica da mata preservada e das redondezas do Rio Ariri. Possui uma tirolesa no final do circuito o participante escorrega por um cabo de aço, terminando o circuito com muita emoção e adrenalina, voltando ao ponto de origem por cima da piscina.
As trilhas ecológicas de Trekking estão localizadas no interior da floresta do Parque dos Igarapés. O praticamente pode aproximar-se de animais como macacos, esquilos, pássaros, borboletas, camaleões etc. Uma corrida entre equipes, onde os participantes deverão cumprir provas no menor tempo. As equipes recebem as instruções necessárias com mapa e bússola para utilizarem como auxílio durante a corrida.
Os participantes são colocados num circuito de atividades estruturadas, onde irão aprender técnicas de sobrevivência na selva, como: obtenção de água e fogo, construção de abrigos e armadilhas, subida em árvores, etc. Ao longo do programa, os participantes perceberão que somente através da cooperação poderão superar os inúmeros obstáculos que encontrarão.